# Pierre Rode

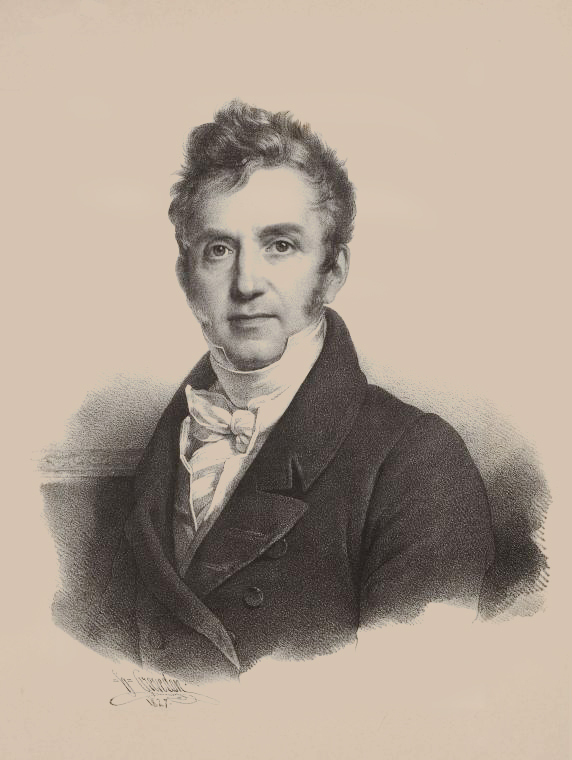
Pierre Rode

Jacques-Pierre-Joseph Rode, bekend als Pierre Rode (Bordeaux, 16 februari 1774 - Château de Bourbon bij Damazan, 25 november 1830) was een Frans componist en violist.

## Biografie
Rode werd al opgemerkt als violist op zijn 12e jaar. In 1787 ging hij naar Parijs, waar hij leerling werd van Fauvel en daarna van Viotti, die hem voor publiek liet optreden in het théâtre de Monsieur vanaf 1790. Viotti vond de jongen zo getalenteerd dat hij niet hoefde te betalen voor de lessen. Rode erfde de stijl van zijn leraar, waar hij meer mildheid en een verfijnde toon aan toevoegde, Hij maakte veel gebruik van portamento. Hij trok door Europa en keerde pas in 1799 terug naar Parijs, waar hij solist werd aan de Opera. Hij werd benoemd tot docent aan het Parijse conservatorium, dat kort daarvoor was opgericht.  In 1803 publiceerde hij in samenwerking met Baillot en Kreutzer de Méthode de violon du Conservatoire (vioolmethode van het conservatorium). 
In 1806 werd hij benoemd tot solo-violist van Napoleon.Hij maakte tournees naar Nederland, Duitsland, Engeland en Spanje. Hij ging met Boïeldieu naar Rusland, waar hij tussen 1804 en 1809 woonde in Sint-Petersburg, waar hij violist was van de tsaar. Later verbleef hij in Moskou. In 1811 gaat hij terug naar Parijs via Wenen waar hij de première speelt van de Sonate voor viool en piano nr. 10 in g majeur die Beethoven speciaal voor hem had geschreven. In 1813 vestigde hij zich in Berlijn, waar hij zijn 24 caprices publiceerde, geschreven tussen 1814 en 1819 toen hij in Berlijn woonde. Hij verliet Berlijn in 1819. In 1809 ging zijn gezondheid achteruit na een laatste concert waarin hij last begin te krijgen van verlammingsverschijnselen, waardoor zijn spel erg achteruit ging, 
Het oeuvre van Rode heeft geen repertoire gehouden. Hij schreef verscheidene stukken voor viool, waaronder de 13 concertissimo's. Zijn Caprices d'Amour worden slechts als studiemateriaal of concoursstukken gebruikt. Zijn belangrijkste bijdrage aan de vioolschool bestaat uit de invloed die hij heeft gehad op zijn leerlingen, zoals Louis Spohr en Joseph Böhm (1795-1876), die vervolgens weer leraar was van de beroemde violist Joseph Joachim (1831-1909).